# Helena Örvarsdóttir
Helena Rut Örvarsdóttir (født 17. maj 1994 i Garðabær, Island) er en kvindelig islandsk håndboldspiller som spiller for SønderjyskE Håndbold og Islands kvindehåndboldlandshold.